# Homaemus
Homaemus is een geslacht van wantsen uit de familie van de Scutelleridae (Pantserwantsen). Het geslacht werd voor het eerst wetenschappelijk beschreven door Dallas in 1851.

## Soorten
Het genus bevat de volgende soorten:

- Homaemus aeneifrons (Say, 1824)
- Homaemus bijugis Uhler, 1872
- Homaemus parvulus (Germar, 1839)
- Homaemus proteus Stål, 1862
- Homaemus variegatus Van Duzee, 1914